# کاوتسو
کاوتسو (به ایتالیایی: Cavezzo) یک منطقهٔ مسکونی در ایتالیا است که در استان مودنا واقع شده‌است.

## خصوصیات
کاوتسو ۲۶٫۸ کیلومترمربع مساحت و ۷٬۰۷۲ نفر جمعیت دارد و ۲۲ متر بالاتر از سطح دریا واقع شده‌است.